# William Acton
William Acton (Shillingstone, 1813 – 1875) è stato un medico e saggista inglese. 
Acton  sostenne la dannosità dell'attività sessuale, verso la metà dell'Ottocento. Fu lui l'artefice del detto riguardante la masturbazione , che secondo lui , conduceva alla cecità

## Opere
- The Functions and Disorders of the Reproductive Organs, in Childhood, Youth, Adult Age, and Advanced Life.1857